# 高嶋七ヵ寺
高嶋七ヵ寺（たかしまななかじ）は、現在の高島市にあった七つの天台宗の大寺。いつ頃から「高嶋七ヵ寺」と称されるようになったのかは不明である。

## 一覧
- 長法寺 - 打下城（大溝古城）にあった寺院。
- 世喜寺 - 武曾横山にあったとされる寺院。
- 松葢寺 - 高島市安曇川町田中に観音堂のみ残る。本尊は聖観世音菩薩。天平3年良弁により開かれたと伝わる。
- 太山寺 - たいさんじ。高島市安曇川町中野の阿弥陀山の東麓にあった寺院で「太山寺野」という地名が残る。聖徳太子により開かれたと伝わる。朽木文書に元弘3年の記事が残っている。
- 清水寺 - せいすいじ。高島市新旭町熊野本にあった寺院。応永29年木津荘検注帳に記載がある。旧跡は清水山城址となっている。
- 大谷寺 - 高島市新旭町饗庭にあった寺院。応永29年木津荘検注帳に記載がある。
- 酒波寺 - さなみじ。高島市今津町酒波に現存する（酒波寺は興福寺に属すため、代わりに米井寺を入れることもある）。
- 米井寺 - よないじ。高島市新旭町饗庭にあった寺院。応永29年木津荘検注帳に記載がある。古図では、現在の大泉寺付近に描かれている。